# Rafael Burgos
Rafael Edgardo Burgos (La Paz, 3 giugno 1988) è un calciatore salvadoregno, attaccante del Santa Tecla.